# Kalantxak
Kalantxak (en ucraïnès Каланчак) és una vila del districte de Skadovsk, a l'óblast de Kherson, Ucraïna. El 2021 tenia 9.124 habitants. Fins al 18 de juliol de 2020 Kalantxak era el centre administratiu del districte de Kalantxak, aquest districte fou abolit el juliol de 2020 com a part de la reforma administrativa d'Ucraïna, la qual pretenia reduir el nombre de districtes de l'óblast de Kherson. L'àrea del districte de Kalantxak quedà integrat al districte de Skadovsk.